# Valorisation
Valorisation (Spätlatein valor: Wert) bezeichnet staatliche Maßnahmen in der Außenwirtschaft, um den Preis von Rohstoffen und Welthandelsgütern anzuheben oder auf einem bestimmten Niveau zu halten. Eine solche Maßnahme fand in den 1960er Jahren in Südamerika statt, um den Kakaopreis zu beeinflussen. Eine andere war die Kaffeevalorisierung von 1906.
Der Valorisation dienen insbesondere das Ankaufen und die Einlagerung zwecks Marktregulierung, Produktionsbeschränkungen und die Vernichtung von Überschussmengen.